# نيك لاشي
نيك لاتشي (بالإنجليزية: Nick Lachey)‏ مواليد 9 نوفمبر 1973 في كنتاكي، الولايات المتحدة، هو ممثل أمريكي بدأ مسيرته الفنية عام 1995.

## الأعمال
- 2003—2005: عروسين: نيك وجيسيكا (الدور: برنامج واقعي (نفسه))
- 2004: المسحورات
- 2011: هاواي فايف أو
- 2013: ذا وينر إز...

## وصلات خارجية
- نيك لاشي على موقع IMDb (الإنجليزية)
- نيك لاشي على موقع الموسوعة البريطانية (الإنجليزية)
- نيك لاشي على موقع ألو سيني (الفرنسية)
- نيك لاشي على موقع ميوزك برينز (الإنجليزية)
- نيك لاشي على موقع أول موفي (الإنجليزية)
- نيك لاشي على موقع إن إن دي بي (الإنجليزية)
- نيك لاشي على موقع أول ميوزيك (الإنجليزية)
- نيك لاشي على موقع ديسكوغز (الإنجليزية)
- نيك لاشي على موقع قاعدة بيانات الفيلم (الإنجليزية)
- نيك لاشي على موقع كينوبويسك (الروسية)